# Pachycara rimae
Pachycara rimae är en fiskart som beskrevs av Anderson, 1989. Pachycara rimae ingår i släktet Pachycara och familjen tånglakefiskar. Inga underarter finns listade i Catalogue of Life.